# Resolutie 2074 Veiligheidsraad Verenigde Naties
Resolutie 2074 van de Veiligheidsraad van de Verenigde Naties is een resolutie die op 14 november 2012 met unanimiteit werd aangenomen door de VN-Veiligheidsraad. De aanwezigheid van EUFOR en de NAVO in Bosnië en Herzegovina werd met deze resolutie een jaar langer toegestaan.

## Achtergrond
In 1980 overleed de Joegoslavische leider Tito, die decennialang de bindende kracht was geweest tussen de zes deelstaten van het land. Na zijn dood kende het nationalisme een sterke opmars, en in 1991 verklaarden verschillende deelstaten zich onafhankelijk. Zo ook Bosnië en Herzegovina, waar in 1992 een burgeroorlog ontstond tussen de Bosniakken, Kroaten en Serviërs. Deze oorlog, waarbij etnische zuiveringen plaatsvonden, ging door tot in 1995 vrede werd gesloten. Hierop werd de NAVO-operatie IFOR gestuurd die de uitvoering ervan moest afdwingen. Die werd in 1996 vervangen door SFOR, die op zijn beurt in 2004 werd vervangen door de Europese operatie EUFOR Althea.

## Inhoud

### Waarnemingen
De partijen werden wederom gewezen op het status of forces-akkoord dat deel uitmaakte van het vredesakkoord. Zeventien jaar na de ondertekening was dit vredesakkoord nog steeds niet volledig uitgevoerd. Ook was de terugkeer van vluchtelingen cruciaal voor duurzame vrede.
Bosnië en Herzegovina was nog steeds rustig en stabiel. De autoriteiten bleken in staat de veiligheid te waarborgen.
De hervorming van EUFOR Althea was in september 2012 voltooid. Het aantal troepen was verminderd en de focus van de missie lag op het opleiden en versterken van Bosnië en Herzegovina's veiligheidsdiensten; al bleef ze ook een militaire rol spelen.

### Handelingen
De betrokken partijen werden nog eens herinnerd aan hun verplichting tot samenwerking om het vredesakkoord uit te voeren. Er zouden maatregelen worden overwogen tegen partijen die hun verplichtingen niet nakwamen.
De autoriteiten van Bosnië en Herzegovina stonden achter de EUFOR Althea-missie en de EU wilde deze ook na november 2012 ter plaatse houden. De landen die deelnamen aan de stabilisatiemissie mochten deze voor een nieuwe periode van twaalf maanden behouden.
Ook de NAVO had een missie in Bosnië en Herzegovina, in de vorm van een NAVO-hoofdkwartier dat met EUFOR Althea meewerkte aan de uitvoering van het vredesakkoord. Ook deze missie mocht ter plaatse blijven.
De betrokken landen mochten verder alle nodige maatregelen nemen om de uitvoering en naleving van de bijlagen °1a (de militaire aspecten van het vredesakkoord) en °2 (grenzen) bij het vredesakkoord af te dwingen, alsook om zichzelf te verdedigen bij bedreigingen of aanvallen en de controle over het luchtruim boven Bosnië en Herzegovina te verzekeren.

## Verwante resoluties
- Resolutie 2007 Veiligheidsraad Verenigde Naties (2011)
- Resolutie 2019 Veiligheidsraad Verenigde Naties (2011)
- Resolutie 2081 Veiligheidsraad Verenigde Naties
- Resolutie 2123 Veiligheidsraad Verenigde Naties (2013)

Lijst ·  2033 ·  2034 ·  2035 ·  2036 ·  2037 ·  2038 ·  2039 ·  2040 ·  2041 ·  2042 ·  2043 ·  2044 ·  2045 ·  2046 ·  2047 ·  2048 ·  2049 ·  2050 ·  2051 ·  2052 ·  2053 ·  2054 ·  2055 ·  2056 ·  2057 ·  2058 ·  2059 ·  2060 ·  2061 ·  2062 ·  2063 ·  2064 ·  2065 ·  2066 ·  2067 ·  2068 ·  2069 ·  2070 ·  2071 ·  2072 ·  2073 ·  2074 ·  2075 ·  2076 ·  2077 ·  2078 ·  2079 ·  2080 ·  2081 ·  2082 ·  2083 ·  2084 ·  2085